# Pasilobus hupingensis
Pasilobus hupingensis är en spindelart som beskrevs av Yin, Bao och Kim 200. Pasilobus hupingensis ingår i släktet Pasilobus och familjen hjulspindlar. Inga underarter finns listade i Catalogue of Life.